# Baliochila amanica
Baliochila amanica är en fjärilsart som beskrevs av Henry Stempffer och Bennett 1953. Baliochila amanica ingår i släktet Baliochila och familjen juvelvingar. Inga underarter finns listade i Catalogue of Life.